# Kozma László-emlékérem
Kozma László professzor a távközlés és a számítógépek kiemelkedő fejlesztőmérnöke, a Budapesti Műszaki Egyetem tanára, nemzetközi hírű tudósa volt. 
Születésének századik évfordulóján, 2002-ben emlékére a Budapesti Műszaki és Gazdaságtudományi Egyetem Villamosmérnöki és Informatikai Kara, illetve annak Távközlési és Médiainformatikai Tanszéke Kozma László-emlékérem díjat alapított, melyet az általa művelt szakterületek kiváló tudósainak, szakembereinek adományozhatnak.
A Kozma László-emlékérem Szathmáry Gyöngyi Munkácsy-díjas szobrászművész alkotása.

Kozma László-emlékérem (Szathmáry Gyöngyi alkotása)

## Díjazottak[1]

### 2023
- Buttyán Levente, BME
- Gulyás András, BME
- Zainkó Csaba, BME

### 2022
- Heszberger Zalán, BME
- Kovács Benedek, Ericsson
- Lukovszki Csaba, BME

### 2021
- Maliosz Markosz, BME
- Mihajlik Péter, BME
- Orosz Péter, BME
- Sonkoly Balázs, BME

### 2020
- Bartolits István, NMHH
- Rétvári Gábor, BME
- Szendrei Anita, BME

### 2019
- Grad János, BME
- Németh Krisztián, BME
- Simon Csaba, BME

### 2018
- Tapolcai János, BME
- Varga Pál, BME
- Vidács Attila, BME

### 2017
- Ivády Balázs, AAM Consulting
- Moldován István, BME
- Szűcs Gábor, BME

### 2016
- Anthony C. Davies, King's College, London
- Gódor István, Ericsson
- Kunsági László, BME

### 2015
- Fehér Gábor, BME
- Malomsoky Szabolcs, Ericsson
- Molnár Sándor, BME
- Pogonyi Ildikó, Ericsson
- Sákovics Lídia, Ericsson
- Vida Rolland, BME

### 2014
- Cselényi István, TeliaSonera
- Kósa Zsuzsanna, BME
- Lukátsiné Farkas Róza, BME
- Mérő László, ELTE

### 2013
- Cinkler Tibor, BME
- Fábián Ferenc, BME
- Marosi Gyula, BME
- Szmolyán Mária, BME

### 2012
- Baranyi Péter, BME
- Bock Györgyi, BME
- Horváth György, BME
- Hans Eriksson, Ericsson, Svédország
- Carl-Gunnar Perntz, Ericsson, Svédország
- Olle Viktorsson, Ericsson, Svédország
- Tommy Westin, Ericsson, Svédország

### 2011
- Dömölki Bálint, NJSZT
- Kis-Szölgyémi Zsuzsa, BME
- Olaszy Gábor, BME
- Sántáné Tóth Edit, NJSZT
- Selényi Endre, BME
- Takács György, PPKE

### 2010
- Abos Imre, BME
- Győri Erzsébet, BME
- Imre Sándor,  BME
- Szabó Róbert, BME

### 2009
- Bíró József, BME
- Boda Miklós, Ericsson
- Éry Gábor, Ericsson
- Maradi István, Magyar Telekom
- Vicsi Klára, BME

### 2008
- Gajdos Sándor, BME
- Németh Géza, BME
- Németh Vilmos, ETIK

### 2007
- Adamis Gusztáv, BME
- Baumann Ferenc, BME
- Paksy Géza, Magyar Telekom, BME
- Trón Tibor, BME (posztumusz)

### 2006
- Antal Mihály, Eurescom, Hollandia
- Jambrik Mihály, IHM, Magyar Posta
- Sillye Ferencné Zsuzsa, BME
- Tatai Péter, BME

### 2005
- Henk Tamás, BME
- Magyar Gábor, BME

### 2004
- Kóczy László, BME
- Kovács Pál, BME
- Osváth László, BME
- Aoki Toshiharu, NTT Docomo

### 2003
- Arató Péter, Kozma László emlékbizottság tagja
- Csopaki Gyula, BME-TMIT
- Detrekői Ákos, Kozma László emlékbizottság tagja
- Divényi Pierre, EBIRE, California
- Dornbach Alajos, Kozma László emlékbizottság tagja
- Flesch István, BME-TMIT
- Gefferth László, BME-TMIT
- Géher Károly, BME-TMIT, Kozma László emlékbizottság tagja
- Gordos Géza, BME-TMIT, Kozma László emlékbizottság tagja
- Halász Edit, BME-TMIT, Kozma László emlékbizottság tagja
- Horváth Gyula, Kozma László emlékbizottság tagja
- Horváth László, Kozma László emlékbizottság tagja
- Kovács Győző, Kozma László emlékbizottság tagja
- Lajtha György, Kozma László emlékbizottság tagja
- Pap László, Kozma László emlékbizottság tagja
- Péceli Gábor, Kozma László emlékbizottság tagja
- Pécsi Vera, Kozma László emlékbizottság tagja
- Sallai Gyula, BME-TMIT, Kozma László emlékbizottság tagja
- Solymosi János, BME-TMIT
- Somlyódy László, Kozma László emlékbizottság tagja
- Szittya Ottó, BME-TMIT
- Urbánné Judit, BME-TMIT
- Werner János, KTH, Stockholm